# CHa-108
CHa-108 — мисливець за підводними човнами Імперського флоту Японії, який взяв участь у Другій світовій війні.
Корабель відносився до нідерландських патрульних кораблів типу B, дванадцять з яких (номери від B1 до B12) споруджували на сході острова Ява в Сурабаї на верфях Droogdok Maatschappij або Marine Etablissement. Жоден з них не був завершений до захоплення Нідерландської Ост-Індії японцями, які в подальшому добудували сім корпусів як допоміжні мисливці за підводними човнами (при цьому не існує відомостей, який саме із нідерландських кораблів співвідноситься з тим чи іншим японським мисливцем). 
Японці узялись за добудову CHa-108 та 22 квітня 1943-го спустили його на воду. Також відомо, що 4 призначені для цього корабля бензинові мотори Lorraine отримали з трофейних гідролітаків. Корабель планували включити до 21-ї спеціальної військово-морської бази, що мала штаб у Сурабаї (головна база на сході острова Ява) та належала до Другого Південного Експедиційного флоту (відповідав за контроль над окупованими територіями Індонезії). 
17 травня 1944-го по Сурабаї нанеслоу дар авіаносне з’єднання союзників, при цьому літаки з британського авіаносця HMS Illustrious потопили недобудований CHa-108. Хоча корпус в подальшому підняли, проте так ніколи і не завершили його.